# Atmosphere
Primærbetydning af det engelske ord atmosphere er oversat til dansk atmosfære.
Atmosphere er en amerikansk underground hiphop gruppe fra Minneapolis, Minnesota. Gruppen består af rapperen Sean Daley, Slug, og produceren/ DJ Anthony Davis, Ant.
Gruppen har været aktiv siden 1993 og bestod oprindeligt også af et tredje medlem; Spawn (Derek Turner), der dog forlob gruppen efter udgivelsen af deres første album Overcast. Atmospheres tekster handler i modsætning til meget kommercielt rap om kærlighed og deler mange emner med Emo-genren, hvilket ofte bringes op i anmeldelser og interviews.
Atmosphere er under pladeselskabet Rhymesayers Entertainment. Slug og Ant har sammen udgivet 6 albums og 11 Sad Clown tour albums. 

## Diskografi
- Overcast! (1997)
- God Loves Ugly (2002)
- Seven's Travels (2003)
- You Can't Imagine How Much Fun We're Having (2005)
- When Life Gives You Lemons, You Paint That Shit Gold (2008)
- The Family Sign (2011)
- Southsiders (2014)
- Fishing Blues (2016)
- Mi Vida Local (2018)
- Whenever (2019)
- The Day Before Halloween (2020)
- Word? (2021)
- So Many Other Realities Exist Simultaneously (2023)

## Singler
- 1998 – They Lied
- 2002 – Uptown Jesus
- 2002 – Modern Man's Hustle #18 Hot Rap Singles
- 2002 – GodLovesUgly
- 2003 – Cats Van Bags
- 2003 – Trying to Find a Balance
- 2004 – National Disgrace
- 2005 – Watch Out
- 2006 – Say Hey There
- 2008 – Shoulda Known
- 2008 – Guarantees
- 2008 – You #38 US Billboard Modern Rock